# Forbes China Celebrity 100
Forbes China Celebrity 100 é uma lista publicada anualmente pela revista Forbes que classifica a influência de celebridades chinesas. Aos moldes da Celebrity 100, a lista teve sua primeira publicação em 2004. Os fatores levados julgadores incluem renda, acessos em mecanismos de pesquisa e exposição nos meios de comunicação. Em 2016, a lista foi descontinuada devido à Forbes encerrar suas operações na China. Contudo, em 2017, a lista foi revivida.

Em 2010, a lista começou a incluir nomes de celebridades chinesas nascidas além de China continental, como Hong Kong e Taiwan.